# Dale Jacquette
Dale Jacquette (1953-2016) est un philosophe analytique américain. Au moment de sa mort, il était professeur ordinaire de philosophie à l'Université de Berne. Jacquette avait auparavant fait partie du corps professoral de la Penn State University. Il obtient son diplôme de premier cycle en philosophie de l'Oberlin College en 1975, et son doctorat dans le même sujet de l'Université Brown en 1983, rédigeant une thèse sur la logique de l'intention sous la direction de Roderick Chisholm. Ses intérêts de recherche sont la philosophie de l'intentionnalité, la logique, la métaphysique, la philosophie de l'esprit, Wittgenstein, l'éthique, l'esthétique, l'épistémologie et l'histoire de la philosophie. Écrivain prolifique, Jacquette a publié des livres sur le Meinong, la logique, le cannabis, le psychologisme et l'éthique de la peine de mort au cours de la dernière décennie de sa vie. Il était un défenseur de la philosophie réaliste aristotélicienne des mathématiques.